# Battaglia navale di Guadalcanal
La battaglia navale di Guadalcanal, a volte chiamata terza e quarta battaglia dell'Isola di Savo, la battaglia delle Salomone oppure, nelle fonti giapponesi, la terza battaglia del Mar delle Salomone (第三次ソロモン海戦?), avvenne in due fasi tra il 12 e il 15 novembre 1942 e rappresentò lo scontro più importante della serie di battaglie navali combattute tra gli Stati Uniti e l'Impero giapponese durante la campagna di Guadalcanal.
Gli Alleati erano sbarcati a Guadalcanal il 7 agosto 1942 occupando l'aeroporto che i giapponesi avevano iniziato a costruirvi; gli stati maggiori nipponici, colti di sorpresa, tentarono nei mesi seguenti di annientare le forze sbarcate e respingere la marina statunitense, senza però riuscire a cogliere alcun significativo successo. All'inizio di novembre l'Impero giapponese organizzò un grande convoglio navale, con a bordo 7 000 soldati e numeroso materiale, in un decisivo sforzo di riconquistare l'aeroporto: a copertura della flotta da trasporto fu schierata la massiccia 2ª Flotta del viceammiraglio Nobutake Kondō, con il compito principale di bombardare l'aeroporto nella notte del 12-13 novembre e neutralizzare così la Cactus Air Force. Gli Stati Uniti, venuti a conoscenza dell'operazione giapponese attraverso intercettazioni e ricognizioni, distaccarono la scorta di un convoglio appena giunto a Guadalcanal (cinque incrociatori e otto cacciatorpediniere al comando del contrammiraglio Daniel Callaghan) che si scontrò nottetempo con il gruppo da bombardamento nemico, comprendente tra le altre unità le corazzate Hiei e Kirishima e guidato dal viceammiraglio Hiroaki Abe. In una feroce ed estremamente confusa battaglia il contrammiraglio Callaghan rimase ucciso e quasi tutte le navi statunitensi furono gravemente colpite; il viceammiraglio Abe, ferito e disorientato, dette però l'ordine di ritirata quando la vittoria era a portata di mano. Durante il 13 novembre la 2ª Flotta (meno la Hiei e due cacciatorpediniere) si riorganizzò per una sortita in massa contro l'aeroporto, mentre l'8ª Flotta del viceammiraglio Gun'ichi Mikawa salpava da Rabaul e nella notte del 13-14 novembre eseguiva un cannoneggiamento della testa di ponte; ritenendo ormai innocua l'aviazione statunitense, la mattina del 14 il convoglio ebbe ordine di salpare dalle isole Shortland. La Cactus Air Force, invece, coadiuvata da velivoli della portaerei USS Enterprise, condusse nel corso della giornata ripetuti attacchi sull'8ª Flotta in ripiegamento e sul convoglio, affondando numerosi trasporti nipponici e l'incrociatore Kinugasa. Intanto, nel pomeriggio, il viceammiraglio Kondō si era messo alla testa di ogni nave ancora abile al combattimento, prevedendo di bombardare la pista con la Kirishima e alcuni incrociatori pesanti: a sud dell'Isola di Savo incappò invece in una formazione americana improvvisata, forte delle due moderne corazzate USS South Dakota e USS Washington. Nella battaglia i giapponesi, dopo una serie di successi iniziali, frazionarono la loro squadra e la Kirishima subì danni tali da convincere Kondō a ripiegare nelle prime ore del 15 (la corazzata affondò poco dopo). La mattina presto i quattro superstiti trasporti, intenti a scaricare, furono bersagliati e distrutti e solo una piccola percentuale di uomini, munizioni, cibo e rifornimenti vari giunse alla guarnigione.
Le forze nipponiche su Guadalcanal andarono incontro a una crisi logistica che già a dicembre rese la loro posizione insostenibile. Gli Stati Uniti per converso poterono rinfoltire e aumentare le proprie forze fino a eliminare, nel febbraio 1943, ogni presenza giapponese su Guadalcanal, cogliendo una fondamentale vittoria strategica.

## Contesto strategico

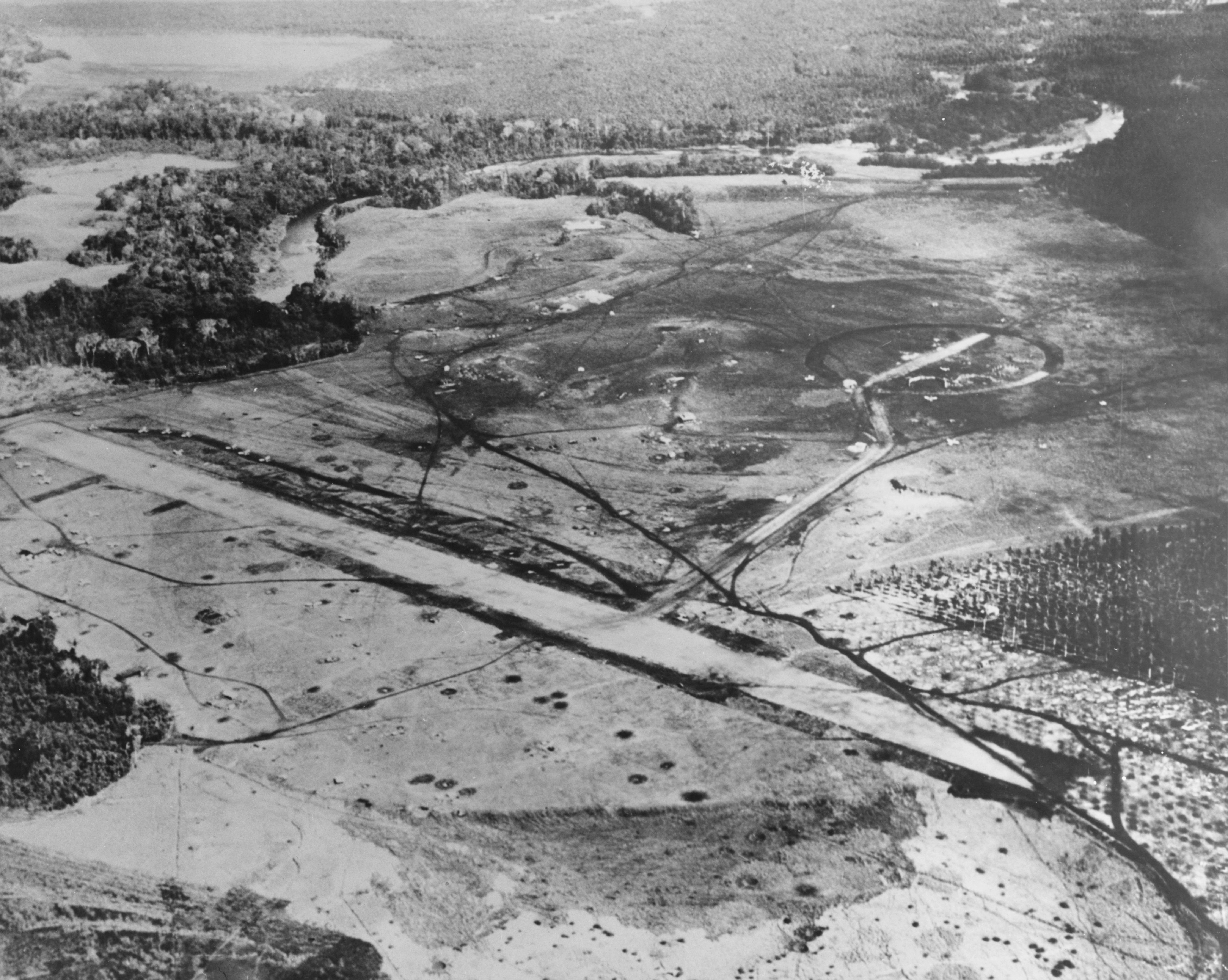
La pista aerea Henderson Field, tardo agosto 1942. Nell'immagine, ripresa in direzione nord-ovest, si vede il fiume Lunga e Punta Lunga in alto

Il 7 agosto 1942 una flotta alleata composta da circa cento navi compì uno sbarco sull'isola di Guadalcanal nelle Salomone meridionali, protettorato del Regno Unito parzialmente occupato dall'Impero giapponese nei primi mesi della guerra nell'Oceano Pacifico. Guadalcanal era stata invasa dalle forze giapponesi nel giugno 1942 e sulla costa settentrionale era iniziata la costruzione di una pista aerea, in previsione di future avanzate verso sud e per minacciare le rotte di rifornimento tra gli Stati Uniti e l'Australia. La ricognizione aerea alleata aveva scoperto all'inizio di luglio l'attività nipponica e l'attacco fu frettolosamente organizzato per respingere i giapponesi dall'isola e utilizzarla come punto di partenza per neutralizzare la grande base aeronavale di Rabaul in Nuova Britannia, che forniva supporto alle forze nipponiche impegnate nella campagna della Nuova Guinea.
Durante il 7 e l'8 agosto gli 11000 uomini della 1ª Divisione Marine occuparono l'isoletta di Tulagi, le piccole isole circostanti e l'aeroporto giapponese in costruzione presso Punta Lunga a Guadalcanal: la pista fu battezzata Henderson Field in onore del maggiore dei Marine Lofton R. Henderson, ucciso durante la battaglia delle Midway. La testa di ponte stabilita a Punta Lunga fu fortificata su tutti i lati e nei due mesi successivi affluirono lentamente rinforzi e mezzi che aumentarono il numero delle truppe alleate fino a 20 000 unità.
Gli aerei stanziati dagli Stati Uniti all'aeroporto di Guadalacanal (noti collettivamente come Cactus Air Force) impedivano alla marina nipponica di utilizzare le grandi e lente navi da trasporto, indispensabili per inviare truppe e soprattutto equipaggiamento pesante; perciò furono utilizzati incrociatori leggeri e cacciatorpediniere dell'8ª Flotta del viceammiraglio Gun'ichi Mikawa, di base a Rabaul e alle Isole Shortland: queste navi erano in grado in una notte di compiere un viaggio di andata e ritorno attraverso le acque interne dell'arcipelago, chiamate The Slot ("la scanalatura"), minimizzando così l'esposizione agli attacchi aerei. Tuttavia non erano attrezzate per il trasporto di veicoli, cannoni, munizioni e viveri. Tale sistema approssimativo fu comunque utilizzato per tutta la campagna e fu soprannominato dagli statunitensi Tokyo Express, mentre tra i militari giapponesi divenne noto come "trasporto per topi".

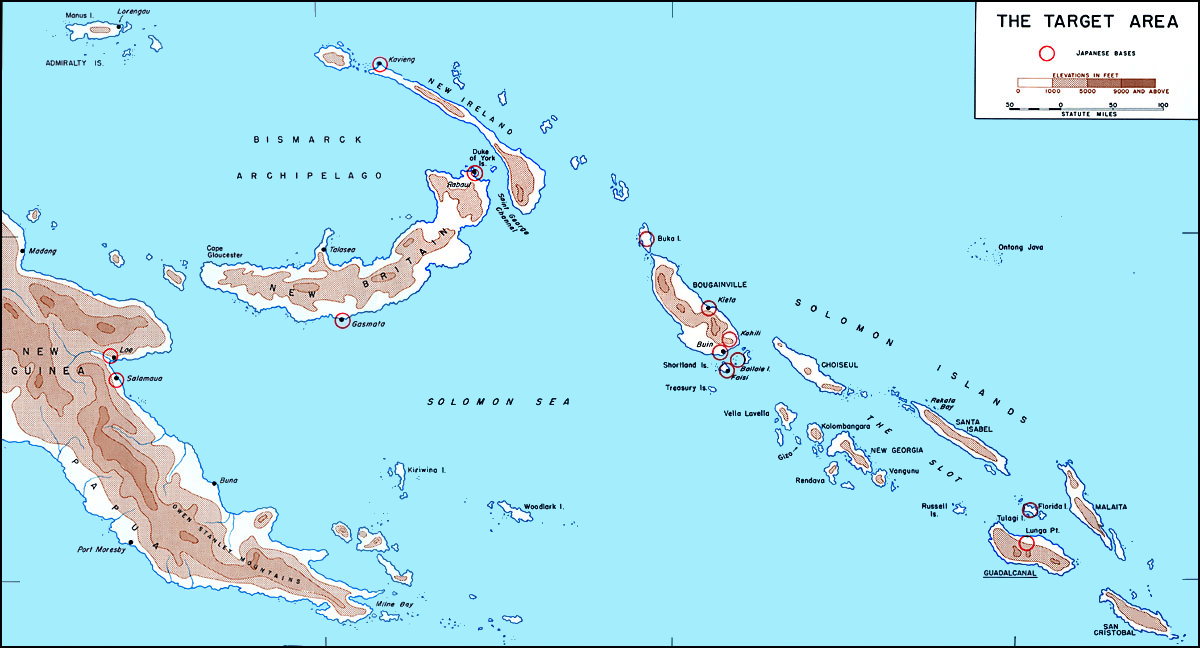
Isole Salomone: il cosiddetto Slot è il braccio di mare tra i due filoni di isole, da Bougainville e Shortland (al centro) a Guadalcanal (in basso a destra)

Fin da agosto il Gran Quartier Generale imperiale nipponico aveva assegnato alla 17ª Armata del tenente generale Harukichi Hyakutake, di base a Rabaul, il compito di riprendere Guadalcanal, eliminando così l'ostacolo costituito dal reparto aereo statunitense: le prime unità iniziarono ad arrivare a Guadalcanal il 19 agosto. Il comandante dell'operazione, colonnello Kiyonao Ichiki, lanciò uno sconsiderato attacco frontale con solo una parte del proprio reggimento (917 uomini), che fu per lo più distrutta il 21 agosto. Un secondo attacco meglio coordinato, che coinvolse circa 6 000 uomini della 35ª Brigata di fanteria del maggior generale Kiyotake Kawaguchi, fu frustrato nella battaglia di Edson's Ridge tra il 12 e il 14 settembre.
Nel corso di ottobre l'Impero giapponese organizzò un'altra operazione per riconquistare la pista aerea: la marina riunì un convoglio per trasportare i 15 000 uomini della 2ª Divisione fanteria e inviò due corazzate che nella notte del 13 ottobre bombardarono Henderson Field, arrecando danni gravissimi. Il 14 ottobre il convoglio iniziò lo scarico, poco disturbato dai pochi aerei statunitensi superstiti. Le perdite e le distruzioni furono tuttavia ripianate dagli Stati Uniti nel giro di due settimane.
La 2ª Divisione di fanteria, coadiuvata dai resti degli altri reparti e da un'unità corazzata, attaccò il perimetro difensivo della pista aerea tra il 20 e il 26 ottobre, subendo perdite pesanti senza riuscire a intaccarlo seriamente. In mare una squadra nipponica forte di tre portaerei impegnò battaglia al largo delle isole Santa Cruz e sconfisse le Task force avversarie; tuttavia anche le portaerei giapponesi dovettero ritirarsi a Truk in Micronesia, a causa delle gravi perdite di aerei ed equipaggi esperti.

## Le missioni di rifornimento

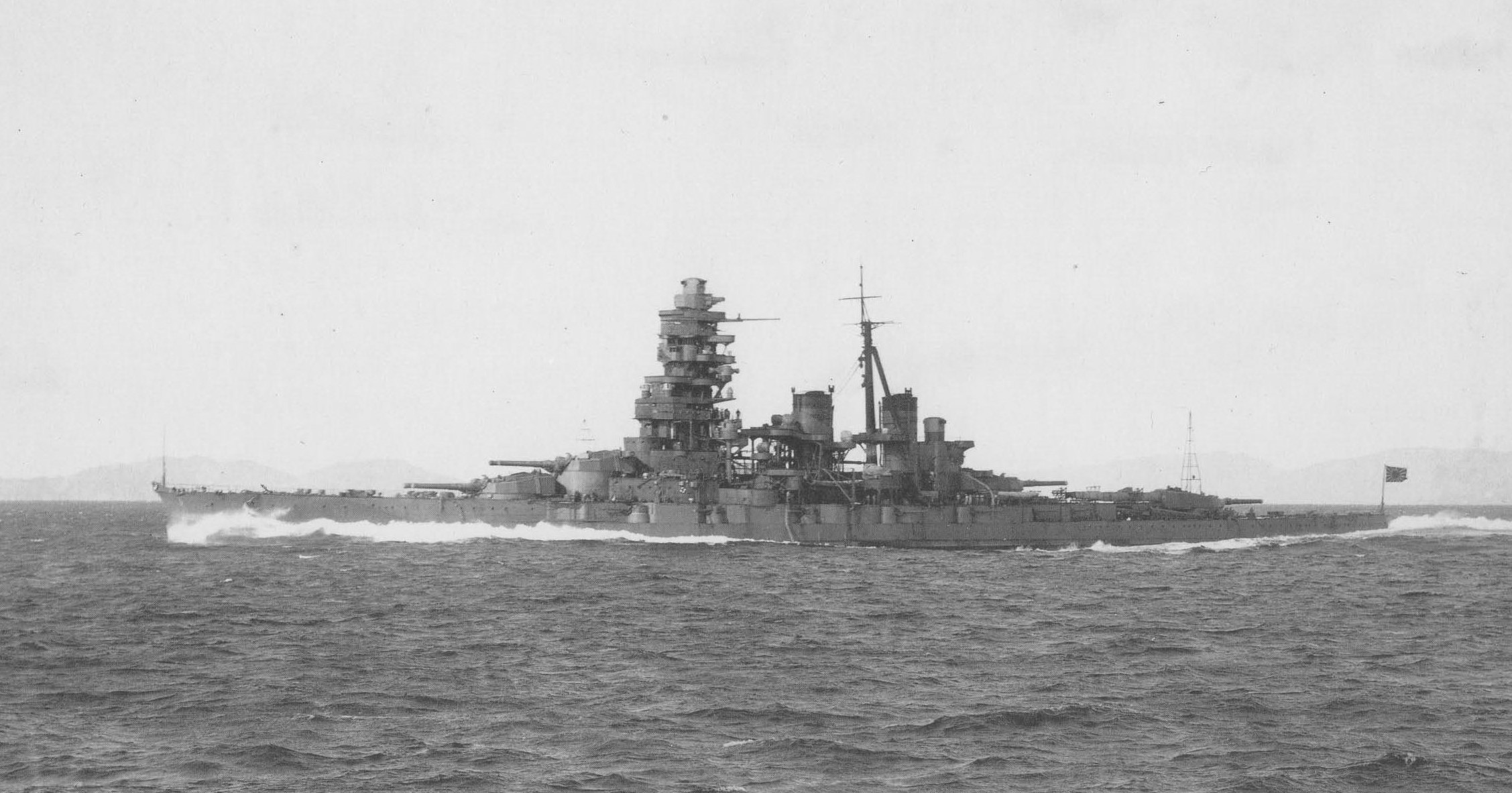
La nave da battaglia Hiei dopo la ricostruzione operata nella seconda metà degli anni trenta

Sebbene le precedenti operazioni fossero fallite con perdite sanguinose, lo stato maggiore generale dell'esercito imperiale pianificò per novembre un ennesimo attacco terrestre con lo scopo di cacciare gli statunitensi dall'aeroporto. L'ammiraglio Isoroku Yamamoto, comandante in capo della Flotta Combinata, mise a disposizione undici trasporti di grande capienza (Arizona Maru, Brisbane Maru, Canberra Maru, Hirokawa Maru, Kinugawa Maru, Kumagawa Maru, Nagara Maru, Nako Maru, Sado Maru, Yamatsuki Maru, Yamaura Maru) sui quali presero posto 7 000 soldati della 38ª Divisione fanteria e furono caricate munizioni, viveri ed equipaggiamento pesante necessari. Il 9 novembre, infine, mobilitò la 2ª Flotta del viceammiraglio Nobutake Kondō di stanza a Truk, comprendente le navi da battaglia Hiei e Kirishima dell'11ª Divisione, armate ciascuna con otto pezzi da 356 mm: incaricate di bombardare l'aeroporto Henderson nella notte tra il 12 e il 13 novembre allo scopo di facilitare lo scarico di uomini e attrezzature, furono dotate di granate a frammentazione per massimizzare i danni. Kondō mise a punto i dettagli del piano e affidò la missione al viceammiraglio Hiroaki Abe, che ebbe il comando delle due corazzate (alzò le proprie insegne sulla Hiei) e di due squadriglie, per complessivi undici cacciatorpediniere e l'incrociatore leggero Nagara.
Il rifornimento delle forze a Guadalcanal, sottoposte a continue incursioni aeree e a insidiosi attacchi notturni condotti da naviglio leggero e sommergibili, si rivelò ostico per gli Stati Uniti anche per la determinata opposizione della marina giapponese e delle forze aeree nipponiche. All'inizio del novembre 1942 l'intelligence militare alleata apprese che il Giappone stava intraprendendo uno sforzo particolare per riprendere la pista aerea di Punta Lunga: gli Stati Uniti inviarono dunque la Task Force 67, un grande convoglio recante a bordo rifornimenti e rinforzi, al comando del viceammiraglio Richmond Turner e diviso in due gruppi. Il primo (Task group 67.1) era comandato dal capitano Ingolf N. Kiland e comprendeva i trasporti d'attacco USS McCawley (nave ammiraglia con a bordo anche il viceammiraglio Turner), USS Crescent City, USS President Adams, USS President Jackson ed era protetto dalla squadra del contrammiraglio Daniel Callaghan; il secondo gruppo contava i trasporti d'attacco USS Betelgeuse, USS Libra, USS Zeilin ed era scortato dal Task group 62.4 del contrammiraglio Norman Scott. Nell'ultima tratta le due formazioni avrebbero infine beneficiato della copertura fornita dai reparti aerei della pista Henderson.
Il 10 novembre un idrovolante giapponese individuò il Task group 62.4, che all'alba dell'11 novembre giunse a destinazione e iniziò rapidamente a scaricare; poco dopo bombardieri in picchiata Aichi D3A, lanciati dalla portaerei Junyo portatasi a nord di Guadalcanal, attaccarono i trasporti: quasi tutti furono abbattuti e una bomba esplose molto vicino allo Zeilin, che dovette tornare a Espiritu Santo con lo scafo deformato. Alcune ore più tardi ventisette bombardieri Mitsubishi G4M da alta quota sganciarono ordigni sull'aeroporto, provocando danni modesti. Quello stesso giorno i giapponesi avvistarono anche il Task group 67.1 del viceammiraglio Turner, il quale portò al massimo la velocità per giungere quanto prima a Guadalcanal; la formazione arrivò all'alba del 12 novembre e alle 05:40 iniziò lo scarico di uomini e rifornimenti. Alle 13:17 un membro del corpo dei Coastwatchers avvisò via radio che un gruppo aereo nipponico stava dirigendo sull'isola. Si trattava di venticinque Mitsubishi G4M decollati da Buin, nella parte meridionale di Bougainville, e armati di siluri; iniziarono l'attacco alle 14:05 ma non riuscirono a colpire alcuna delle navi statunitensi, disorientati dalla manovra evasiva ordinata dal viceammiraglio Turner e investiti dal fuoco contraereo. Alla fine del pomeriggio si verificò un'ultima e sterile incursione condotta da aerosiluranti e bombardieri in picchiata. Nel corso della giornata erano stati abbattuti dodici apparecchi giapponesi, colpiti dalla contraerea delle navi statunitensi o dai caccia decollati dall'aeroporto Henderson.

## Prima battaglia navale

### Ordine di battaglia
Marina imperiale giapponese
- 2ª Flotta (viceammiraglio Nobutake Kondō)
  - Forza distaccata da bombardamento (viceammiraglio Hiroaki Abe)
    - 11ª Divisione navi da battaglia (Hiei – nave ammiraglia – e Kirishima)
    - 10ª Squadriglia cacciatorpediniere (contrammiraglio Susumu Kimura)
      - incrociatore leggero conduttore Nagara (nave ammiraglia)
      - cacciatorpediniere Akatsuki, Amatsukaze, Ikazuchi, Inazuma, Teruzuki, Yukikaze

    - 4ª Squadriglia cacciatorpediniere (contrammiraglio Tamotsu Takama)
      - cacciatorpediniere Asagumo, Harusame, Murasame, Samidare, Yudachi
- Convoglio d'invasione (contrammiraglio Raizō Tanaka)
  - undici trasporti
  - cacciatorpediniere Hayashio, Oyashio, Kagero, Umikaze, Kawakaze, Suzukaze, Makinami, Naganami, Amagiri, Mochizuki[21]
- Con compiti di retroguardia alle isole Russell
  - cacciatorpediniere Shigure, Shiratsuyu, Yugure[22]

 U.S. Navy
- Task group 67.4 (contrammiraglio Daniel Callaghan)
  - incrociatore pesante USS San Francisco (nave ammiraglia)
  - 4ª Divisione incrociatori (contrammiraglio Malhon Tisdale)
    - incrociatore pesante USS Portland
    - incrociatori leggeri USS Helena, USS Juneau
    - cacciatorpediniere USS Barton, USS Monssen

  - 10ª Divisione cacciatorpediniere (capitano di fregata Thomas Stokes)
    - cacciatorpediniere USS Cushing, USS Laffey, USS Sterett, USS O'Bannon
- Task Group 62.4 (contrammiraglio Norman Scott)
  - incrociatore leggero USS Atlanta (nave ammiraglia)
  - dalla 12ª Divisione cacciatorpediniere: USS Aaron Ward, USS Fletcher

### Mosse iniziali
La forza navale del viceammiraglio Abe si assemblò a 70 miglia nautiche (circa 110 chilometri) a nord dello Stretto Indispensable e fece rotta verso Guadalcanal il 12 novembre: fu previsto di giungere a destinazione la mattina del 13. Il convoglio composto dalle navi da trasporto più lente e dai dodici cacciatorpediniere di scorta, al comando del contrammiraglio Raizō Tanaka, salpò dalla base nelle isole Shortland e iniziò a discendere la "scanalatura"; il convoglio era aspettato per la notte del 13 novembre. Nel corso della navigazione d'avvicinamento la squadra nipponica fu localizzata da aerei da ricognizione statunitensi che avvertirono il comando alleato: il viceammiraglio Turner distaccò quindi tutte le navi da combattimento di cui poté privare i trasporti ancora in rada e ordinò alle navi di scorta a Guadalcanal di salpare al calare della sera del 12 novembre.
I ricognitori statunitensi persero nel pomeriggio il contatto con la flotta giapponese, che passò attraverso una vasta e intensa tempesta: essa ne coprì il tragitto finale ma scompaginò la complessa formazione a doppio anello assunta dal viceammiraglio Abe; egli inoltre dette ordini confusi che distrussero ogni coordinazione della squadra, dividendola in diversi gruppi. Il contrammiraglio Callaghan, che assunse il comando in quanto ufficiale più anziano, aveva invece organizzato le proprie navi in linea di fila ed era giunto prima della mezzanotte del 12 novembre nel cosiddetto IronBottom Sound ("stretto dal fondale di ferro", nomignolo assegnato dal personale militare statunitense allo specchio d'acqua tra Guadalcanal e Savo a causa della gran quantità di relitti, aerei e navali). La colonna statunitense veniva con quattro cacciatorpediniere in testa distanziati di 500 iarde (460 m), seguiti a una distanza di 800 iarde (730 m) dai cinque incrociatori intervallati ogni 700 iarde (640 m); i restanti quattro cacciatorpediniere, anch'essi distanziati gli uni dagli altri di 500 iarde, si trovavano 800 iarde di poppa e chiudevano la formazione. Cinque unità erano state equipaggiate con il nuovo radar SG, un modello molto avanzato per l'epoca, ma nessuna di queste venne posizionata in cima alla colonna né tantomeno fu selezionata dal contrammiraglio Callaghan come nave ammiraglia; inoltre la squadra statunitense mancava del tutto di un piano di battaglia, che il comandante non aveva fatto in tempo a formulare.

### Svolgimento della battaglia

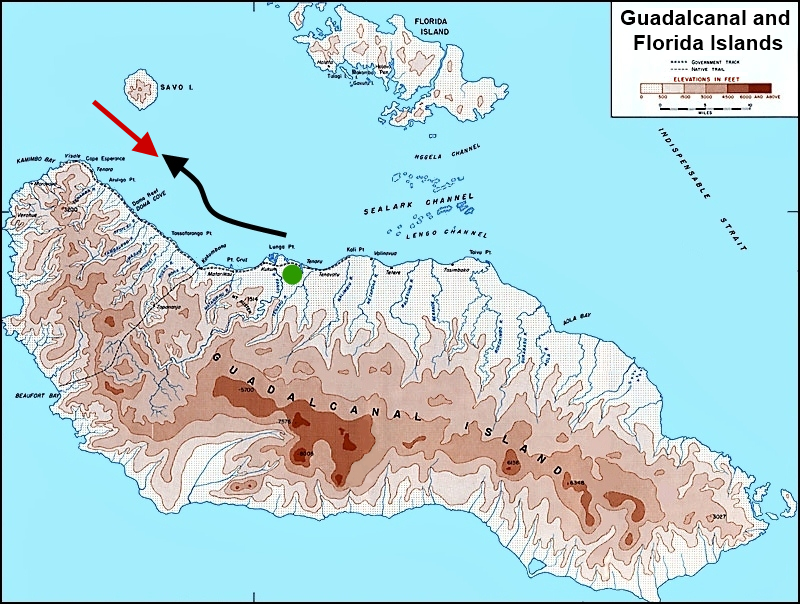
Rotte approssimate delle due squadre giapponese (linea rossa) e statunitense (linea nera) mentre dirigono l'una verso l'altra nella notte tra il 12 e il 13 novembre. L'area verde contrassegna la pista aerea

Alle 01:25 circa del 13 novembre, nella quasi completa oscurità dovuta al maltempo e alla luna nuova, le navi giapponesi entrarono nell'area tra l'Isola di Savo e Guadalcanal, preparandosi a bombardare la base aerea di Henderson. Varie navi statunitensi le rilevarono sul radar a partire dalle 01:24, ma ebbero difficoltà nel comunicare queste informazioni al contrammiraglio Callaghan poiché mancavano corrette procedure di comunicazione e utilizzarono tutte quante un singolo canale radio, presto congestionato dai numerosi messaggi. Diversi minuti più tardi, le due forze navali entrarono in contatto visivo allo stesso tempo, ma sia il viceammiraglio Abe che il contrammiraglio Callaghan esitarono a ordinare il fuoco: apparentemente anzi fu il comandante giapponese a rimanere sorpreso dalla vicinanza della navi statunitensi e rimase indeciso su come reagire, se ritirarsi momentaneamente per dare tempo alle sue navi di cambiare le munizioni (erano stati caricate granate a frammentazione e non proietti perforanti adatti a battere bersagli navali corazzati) o continuare la manovra; in ultimo optò per mantenere la rotta. Frattanto il contrammiraglio Callaghan aveva fatto accostare a dritta la colonna statunitense per tentare forse di tagliare la T alla formazione nipponica, ripetendo il successo ottenuto nella notte dell'11-12 ottobre dal contrammiraglio Scott nella battaglia di Capo Speranza; tuttavia non riuscì a cogliere informazioni essenziali nel caos dei messaggi che i comandanti delle navi si scambiavano o si ristrasmettevano, mentre i rilevamenti radar erano assai imprecisi a causa della frammentazione della squadra nipponica in gruppi sparpagliati. Insicuro e confuso, il contrammiraglio Callaghan diede ordini contraddittori alle proprie unità, che iniziarono a rompere la formazione. Entrambe le forze iniziarono a incrociarsi tra loro e i singoli comandanti attendevano ansiosamente il permesso di aprire il fuoco.

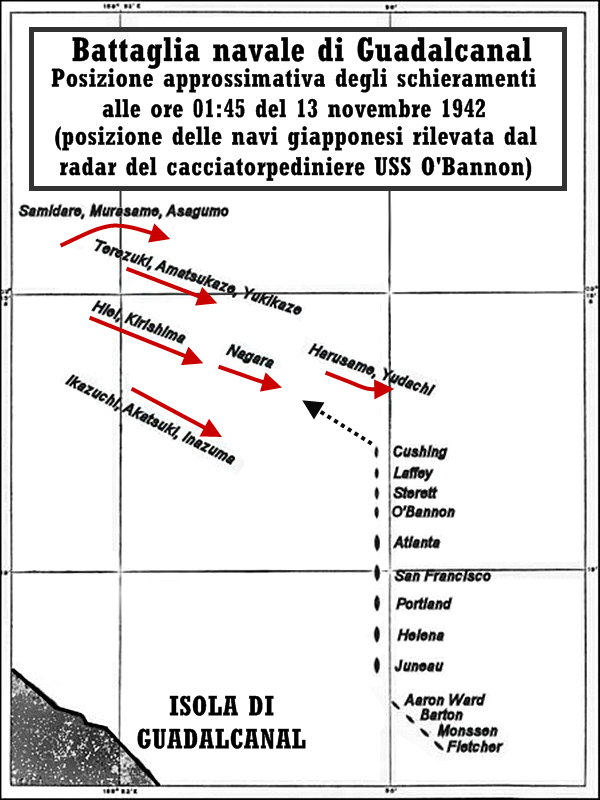
La posizione delle navi giapponesi e statunitensi alle 01:45 del 13 novembre. Entrambe le flotte aprirono il fuoco alle 01:48 quando le formazioni si erano mescolate e divise in gruppi separati, dando inizio a una confusa battaglia

Alle 01:48 il cacciatorpediniere Akatsuki e la corazzata Hiei accesero i loro proiettori e illuminarono l'incrociatore leggero Atlanta, che si trovava a sole 3 000 iarde (2,7 km), quasi alla distanza minima richiesta dalla grande artiglieria navale; diverse navi di entrambi gli schieramenti aprirono allora spontaneamente il fuoco. Rendendosi conto che la sua forza era quasi circondata dalle navi giapponesi, il contrammiraglio Callaghan ordinò alle navi in posizione pari di aprire il fuoco a dritta e a quelle in posizione dispari di tirare a babordo: la maggior parte delle navi statunitensi iniziò subito a sparare mentre qualcuna dovette brandeggiare freneticamente le torri per aderire all'ordine ricevuto. Si scatenò dunque un furioso combattimento a distanza tra i due schieramenti coltisi reciprocamente di sorpresa: in seguito un ufficiale del cacciatorpediniere Monssen paragonò lo scontro a una «rissa da bar dopo che le luci sono state spente».
Almeno sei navi statunitensi (i cacciatorpediniere Laffey e O'Bannon, gli incrociatori leggeri Atlanta e Helena, quelli pesanti San Francisco e Portland) inquadrarono il cacciatorpediniere Akatsuki, che aveva ancora acceso il riflettore di ricerca: la nave venne colpita ripetutamente e affondò in pochi minuti, ma non prima di aver centrato l'Atlanta con varie granate e un siluro Type 93 da 610 mm.
Forse a causa della sua posizione in avanguardia che era venuto a occupare, l'Atlanta era stato bersagliato anche da altre unità nipponiche, probabilmente l'incrociatore leggero Nagara e i cacciatorpediniere Inazuma e Ikazuchi; i colpi giunti a segno provocarono devastazioni ma il danno più grave era stato inferto dal siluro, che aveva interrotto l'alimentazione alle macchine: senza più energia motrice, l'Atlanta andò alla deriva e incappò nella linea di tiro dell'incrociatore pesante San Francisco, nave ammiraglia, che accidentalmente aprì il fuoco ritenendolo il cacciatorpediniere scorto all'inizio della battaglia. Le granate da 203 mm inflissero pesanti danni e uccisero sul colpo il contrammiraglio Scott assieme alla maggior parte dello stato maggiore sul ponte di comando. L'incrociatore era ormai del tutto fuori controllo e con la morte del contrammiraglio Scott e di quasi tutti gli ufficiali superiori, incapace di riprendere il fuoco. Mentre andava alla deriva, le navi giapponesi lo oltrepassarono e presero di mira il cacciatorpediniere che si trovava in posizione più avanzata, il Cushing, che fu investito dal fuoco incrociato di diversi cacciatorpediniere nipponici; colpito nelle parti vitali, fu messo fuori combattimento in pochi minuti.
Nel frattempo la corazzata Hiei, che procedeva su una rotta collidente con quella statunitense e aveva nove proiettori di ricerca accesi, divenne il bersaglio dei cannoni avversari. Il cacciatorpediniere Laffey passò tanto vicino alla Hiei che mancò la collisione di appena 6 metri. La corazzata nipponica brandeggiò i pezzi per colpirlo ma non poté abbassare più di tanto le batterie; il Laffey invece aprì il fuoco sulla grande nave e centrò le sovrastrutture con i cannoni da 127 mm e le mitragliatrici, causando gravi danni al ponte di comando. Inoltre ferì il viceammiraglio Abe e uccise il suo capo di stato maggiore, impedendo al comandante giapponese di esercitare un controllo globale sulla propria flotta già scompaginata. Il Laffey fu coadiuvato dai pari classe Sterett e O'Bannon che a breve distanza si accanirono sull'opera morta della Hiei; è probabile inoltre che abbiano lanciato siluri, almeno due dei quali fecero centro.

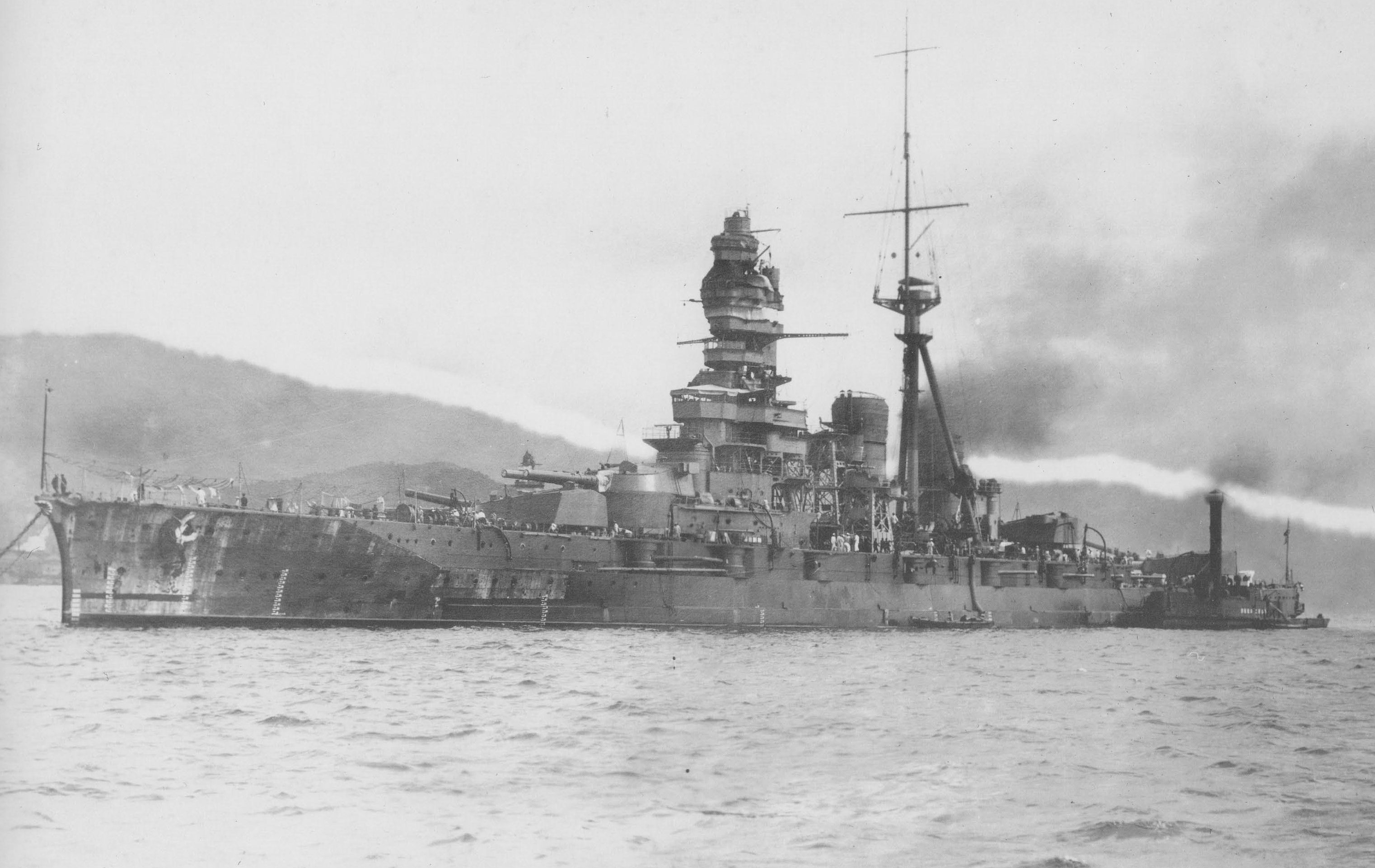
La nave da battaglia Kirishima ancorata a Kure nel 1930, prima dei lavori di rimodernamento

Incapace di aprire il fuoco verso i tre cacciatorpediniere, la Hiei concentrò invece il tiro sul San Francisco che stava passando a soli 2,7 chilometri di distanza: sparando insieme alla nave sorella Kirishima e presto affiancata dai cacciatorpediniere Inazuma e Ikazuchi, la corazzata mise a segno molte granate, disabilitando il timone e uccidendo all'istante il contrammiraglio Callaghan, il capitano della nave Cassin Young e la maggior parte dei presenti sul ponte di comando. Nonostante la gravità dell'attacco subìto, l'iniziale utilizzo di proietti a frammentazione da parte dei cannonieri della Hiei e della Kirishima ridussero i danni patiti dal San Francisco, che evitò forse l'affondamento: solo dopo le prime bordate cominciarono a essere sparati proiettili perforanti. Il San Francisco aveva comunque sofferto danni importanti all'armamento e non aveva più un comandante; accostò dunque verso sud per sottrarsi dallo scontro, impiegando al contempo i cannoni ancora funzionanti: un colpo centrò e distrusse la sala del timone della Hiei, che perse la capacità di manovra. L'incrociatore leggero Helena, anch'esso danneggiato, affiancò il San Francisco cercando di coprirne la ritirata.
Due cacciatorpediniere statunitensi incontrarono una rapida fine: l'incrociatore leggero Nagara o i cacciatorpediniere Teruzuki e Yukikaze presero di mira l'avariato Cushing e lo colpirono ripetutamente, disabilitando tutti i suoi sistemi; il comandante dette allora ordine di abbandonare la nave ormai tramutata in un relitto, che affondò diverse ore dopo. Il Laffey, nel frattempo sganciatosi dal duello d'artiglieria con la Hiei, s'imbatté nei cacciatorpediniere Asagumo, Murasame, Samidare e forse anche Teruzuki, che iniziarono subito a cannoneggiarlo; furono lanciati anche siluri e uno fece centro, spezzando la chiglia della nave statunitense. Qualche minuto dopo un proiettile raggiunse i magazzini delle munizioni: si verificò un violento scoppio e il Laffey, del tutto devastato, iniziò ad affondare.

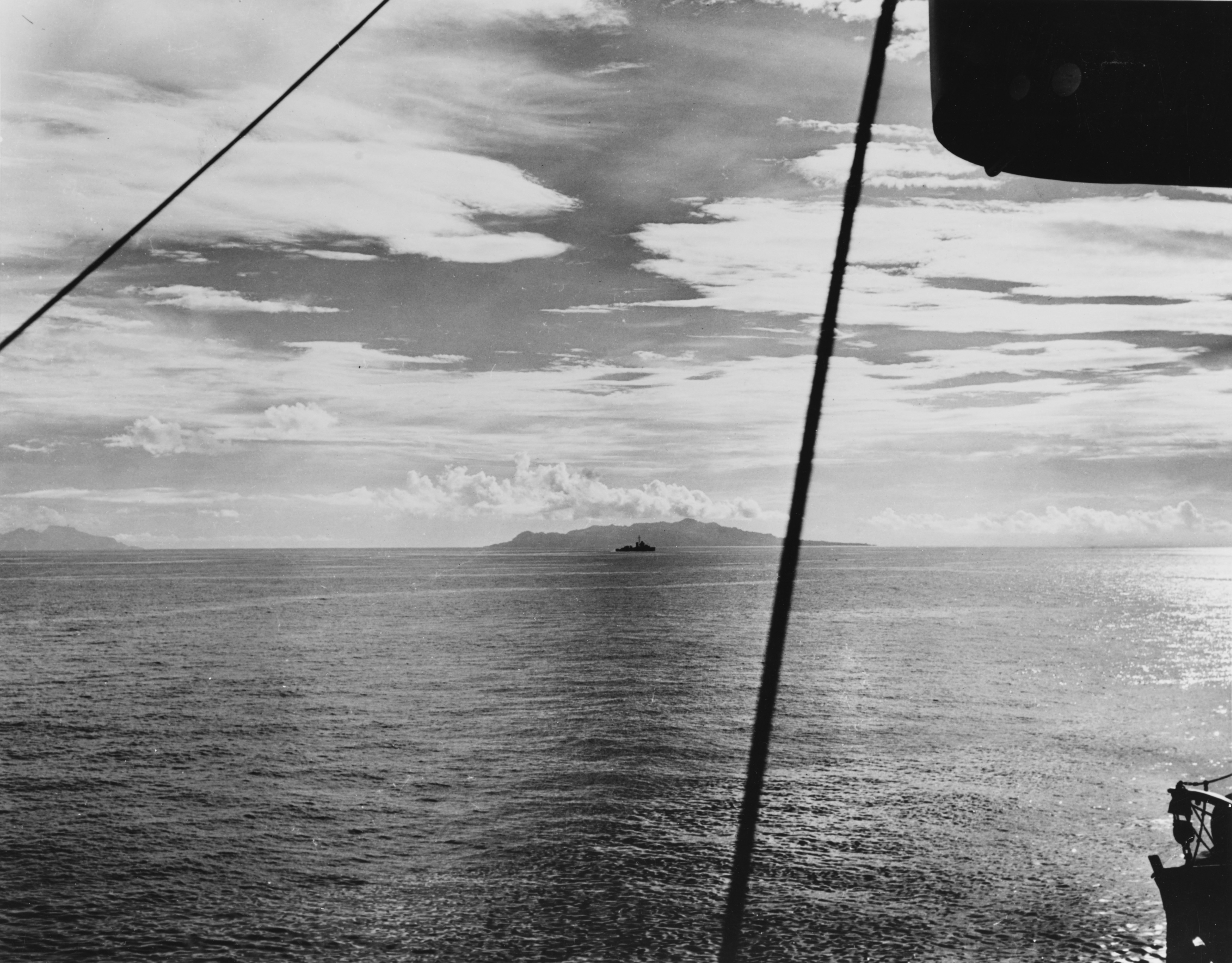
Lo Iron Bottom Sound è il braccio di mare tra l'Isola di Savo (al centro) e Guadalcanal (sinistra); qui si svolse la maggior parte della battaglia navale del 13 novembre

L'incrociatore pesante Portland, dopo aver contribuito ad affondare il cacciatorpediniere Akatsuki, incassò sulla dritta a poppa un siluro, proveniente dal cacciatorpediniere Inazuma o dal pari classe Ikazuchi: il timone fu bloccato a una certa angolazione e gli alberi motori più interni furono divelti dall'esplosione, costringendo la nave a muoversi in cerchio; dopo aver completato un primo giro, il Portland impegnò un breve combattimento contro la fiammeggiante corazzata Hiei sparando quattro salve e forse colpendola. Successivamente non riuscì più a partecipare alla battaglia.
I cacciatorpediniere Yudachi e Amatsukaze, passati in mezzo ai combattimenti tra i gruppi nipponici più avanzati e la parte anteriore della colonna statunitense, ingaggiarono le ultime cinque navi della formazione avversaria. Due siluri dell'Amatsukaze colpirono il cacciatorpediniere Barton che, sventrato dall'esplosione, affondò quasi subito; lo Yudachi aveva invece iniziato uno scambio di salve con l'incrociatore leggero Juneau, che fu deciso dall'Amatsukaze con il lancio di uno sciame di siluri: un ordigno colpì il Juneau che ebbe lo scafo squarciato e gravi avarie alla maggior parte dei suoi sistemi, comprese le macchine che si fermarono. La nave si spostò quindi verso est e lentamente andò alla deriva, abbandonando il campo di battaglia.
Quasi in contemporanea il cacciatorpediniere Monssen, evitato il relitto del Barton, si era spinto in avanti alla ricerca di bersagli; fu tuttavia accostato e circondato dall'Asagumo, dal Murasame e dal Samidare, che avevano appena finito il Laffey: i cacciatorpediniere giapponesi concentrarono il tiro e il Monssen incassò trentasette granate che inflissero danni tanto gravi da indurre il comandante a ordinare l'abbandono della nave, appena pochi minuti dopo l'inizio dello scontro. Il Monssen colò a picco nelle ore successive.

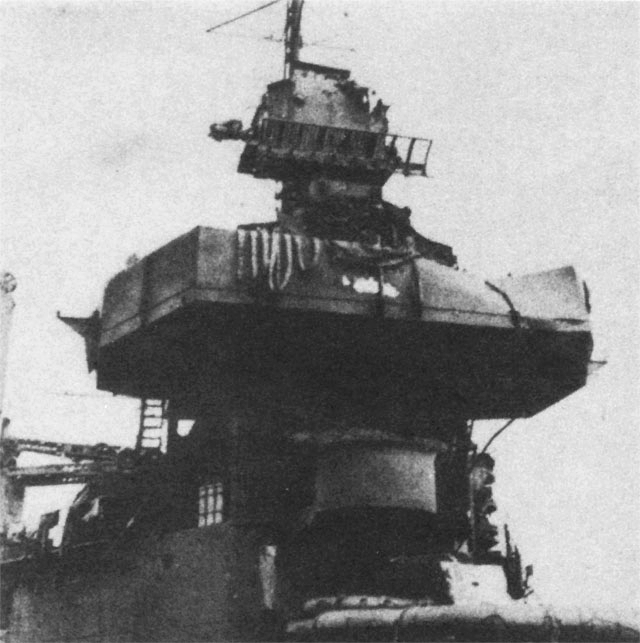
I danni patiti dal San Francisco: nel dettaglio le devastazioni alle sovrastrutture di poppa

Mentre i cacciatorpediniere nipponici devastavano e affondavano una dopo l'altra le unità similari statunitensi, il cacciatorpediniere Amatsukaze si avvicinò al San Francisco con l'intenzione di dargli il colpo di grazia; tuttavia, mentre inquadrava l'incrociatore pesante, l'equipaggio dell'Amatsukaze non si accorse dell'approssimarsi dell'incrociatore leggero Helena, che scaricò diverse bordate sulla nave giapponese a breve distanza e le impedì di continuare la battaglia. L'Amatsukaze preferì ritirarsi emettendo una cortina fumogena, mentre l'Helena dovette difendersi dall'incalzare dei cacciatorpediniere Asagumo, Murasame e Samidare.
I cacciatorpediniere Aaron Ward e Sterett si gettarono nella mischia e avvistarono lo Yudachi, il cui equipaggio apparentemente non si accorse della presenza delle due unità statunitensi; esse iniziarono a cannoneggiarlo e lanciarono siluri in contemporanea, danneggiando tanto gravemente lo Yudachi che l'equipaggio l'abbandonò: il cacciatorpediniere rimase tuttavia a galla. Mentre stava proseguendo sulla sua rotta lo Sterett non individuò il cacciatorpediniere Teruzuki che l'attaccò di sorpresa infliggendogli pesanti danni: lo Sterrett fu costretto ad abbandonare la battaglia in fiamme e cercò di ritirarsi verso est. Lo Aaron Ward intraprese al contempo un feroce duello con la corazzata Kirishima che presto demolì il cacciatorpediniere statunitense; esso tentò allora di sganciarsi facendo rotta a est ma dopo poco le macchine si bloccarono, lasciandolo alla deriva.
Il marine Robert Leckie, che si trovava a terra, descrisse in questo modo la battaglia:
La caotica battaglia durava da circa quaranta minuti quando entrambe le parti interruppero il contatto e cessarono il fuoco alle 02:26 su ordine del viceammiraglio Abe e del capitano Gilbert Hoover, il comandante dell'Helena e ufficiale più anziano rimasto in vita nella flotta statunitense. Lo schieramento giapponese poteva ancora contare sulla corazzata Kirishima, sull'incrociatore leggero Nagara e sui quattro cacciatorpediniere Asagumo, Teruzuki, Yukikaze e Harusame, unità che avevano subito danni contenuti o lievi; i cacciatorpediniere Inazuma, Ikazuchi, Murasame e Samidare lamentavano invece danni più o meno gravi o, ancora, avevano subito troppe perdite tra l'equipaggio. Al contrario della flotta statunitense solo l'incrociatore leggero Helena e il cacciatorpediniere Fletcher, ultimo della fila, erano in grado di combattere. Il viceammiraglio Abe non si rese conto che ormai aveva spezzato l'opposizione navale statunitense e che avrebbe potuto bombardare l'aeroporto, spazzare via le unità avversarie superstiti e permettere così un grande controsbarco giapponese a Guadalcanal. Per spiegare l'inatteso ripiegamento sono state avanzate diverse considerazioni: nella battaglia era stata utilizzata gran parte delle speciali munizioni da bombardamento; il viceammiraglio Abe, conscio di ciò, era stato ferito e la morte di vari membri del suo stato maggiore potrebbe aver influenzato le sue decisioni; egli non era neppure certo delle perdite che aveva inflitto, a causa dell'estrema confusione e dei danni ai sistemi di comunicazione della sua ammiraglia, la corazzata Hiei. Inoltre le navi giapponesi si erano sparpagliate per un raggio di molte miglia e ricostituire la formazione per condurre un cannoneggiamento coordinato della pista aerea avrebbe richiesto diverso tempo, con il pericolo di ripiegare sotto una probabile minaccia aerea statunitense. Qualunque fossero le sue motivazioni, il viceammiraglio Abe ordinò il disimpegno e il ritiro generale della flotta, eccettuati i cacciatorpediniere Yukikaze e Teruzuki che rimasero in retroguardia per assistere la Hiei in avaria. Il Samidare si attardò fino alle 03:00 per salvare i sopravvissuti dello Yudachi, quindi si ricongiunse al grosso della squadra nipponica in ritirata verso nord.

### Ripiegamento giapponese e la fine dellaHiei

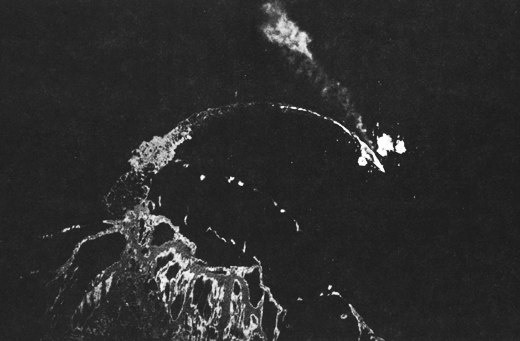
La Hiei, con perdite evidenti di nafta, viene bombardata dai quadrimotori B-17 a nord dell'isola di Savo, nella giornata del 13 novembre 1942

Alle 03:00 del 13 novembre l'ammiraglio Yamamoto rimandò l'operazione di sbarco e i trasporti tornarono alle isole Shortland in attesa di ulteriori ordini. Al sorgere del sole, nei pressi dell'Isola di Savo si trovavano ancora tre navi giapponesi (Hiei, Yudachi e Amatsukaze) e tre statunitensi (Portland, Atlanta e Aaron Ward) tutte gravemente danneggiate. Il cacciatorpediniere Amatsukaze fu attaccato da bombardieri in picchiata statunitensi ma evitò i danni maggiori e fu in grado di raggiungere la fornita base aeronavale di Truk, nelle isole Caroline: tornò in azione diversi mesi dopo. Lo scafo abbandonato dello Yudachi fu affondato dall'incrociatore pesante Portland, le cui torri prodiere da 203 mm erano ancora in grado di brandeggiare. Durante la mattina del 13 novembre il rimorchiatore USS Bobolink arrivò sull'"Iron Bottom Sound" per assistere le navi danneggiate e recuperare i sopravvissuti. Secondo diverse testimonianze, subito dopo aver recuperato i superstiti dell'incrociatore leggero Atlanta, un mitragliere del rimorchiatore iniziò a sparare con una mitragliatrice di bordo contro gli uomini in mare identificati come giapponesi: soltanto dopo le ripetute ingiunzioni del comandante dell'Atlanta, capitano Samuel Jenkins, il marinaio cessò il fuoco.
La Hiei fu ripetutamente attaccata dagli aerosiluranti Grumman TBF Avenger di stanza a Guadalcanal e da bombardieri in picchiata Douglas SBD Dauntless decollati dalla portaerei USS Enterprise, che era salpata da Numea l'11 novembre; all'assalto aereo alla corazzata si unirono infine i bombardieri quadrimotori Boeing B-17 Flying Fortress dell'11º Gruppo bombardieri pesanti basato a Espiritu Santo. Dopo il primo attacco avvenuto di mattina presto, il viceammiraglio Abe e l'equipaggio si trasferirono alle 08:15 sullo Yukikaze: il comandante ordinò alla Kirishima di trainare la Hiei con la scorta del Nagara e degli altri cacciatorpediniere, ma il tentativo venne abbandonato a causa della minaccia dei sommergibili e della tenuta sempre più precaria della corazzata. La Hiei venne nuovamente colpita nel corso di un secondo attacco aereo e cominciò ad affondare nella prima serata a nord dell'isola di Savo, forse per opera dello stesso equipaggio: nella notte del 13 novembre sparì dalla superficie.

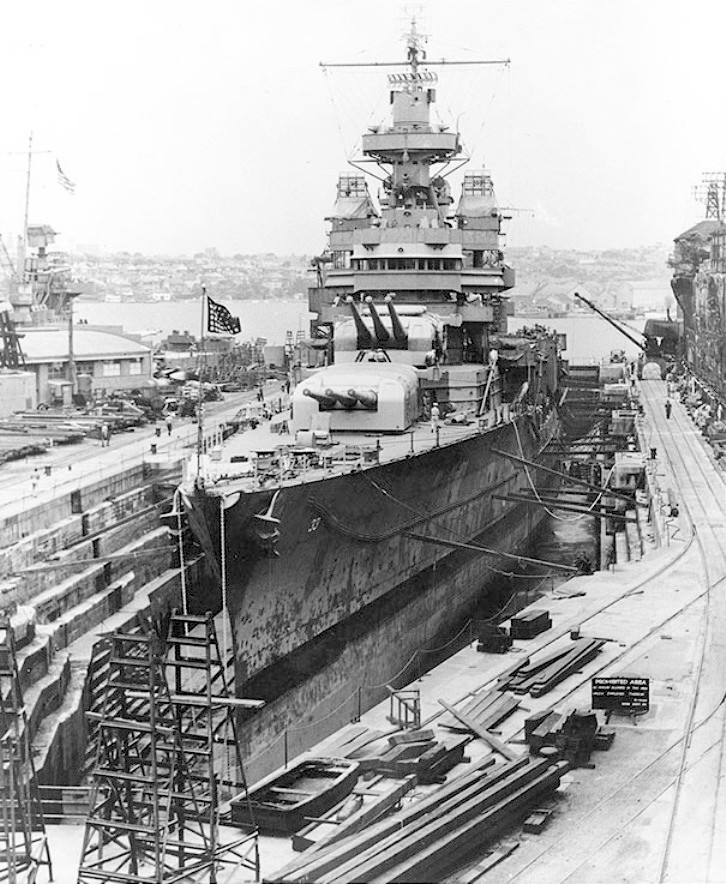
L'incrociatore pesante Portland nel bacino di carenaggio a Sydney in Australia, un mese dopo la battaglia

Gli incrociatori pesanti Portland e San Francisco e i cacciatorpediniere Aaron Ward, Sterett e O'Bannon riuscirono a trascinarsi nel porto di Tulagi dove furono sottoposti a provvisorie riparazioni; l'incrociatore leggero Atlanta invece affondò non lontano da Punta Lunga alle 20:00 del 13 novembre. L'incrociatore leggero Juneau, che stava ritirandosi dalle acque di Guadalcanal assieme al San Francisco, all'Helena e ai cacciatorpediniere Sterett e O'Bannon, venne silurato dal sommergibile giapponese I-26 poco dopo le 11:00, affondando quasi subito; più di un centinaio di sopravvissuti dell'equipaggio, composto da 650 uomini, attesero i soccorsi per otto giorni: tutti i naufraghi meno dieci morirono per le ferite o per attacchi di squali.
Lo svolgimento particolarmente contorto e violento fece credere che gli Stati Uniti avessero sì patito perdite, ma che avessero anche affondato sette navi giapponesi; la prematura ritirata nipponica alimentò la convinzione di aver ottenuto una vittoria significativa. Solo dopo la guerra l'opinione pubblica statunitense apprese che la battaglia si era conclusa in realtà con una netta sconfitta. Non a caso lo storico Richard Frank, analizzando l'importanza di questa battaglia, affermò:
Altri storici tuttavia considerano lo scontro una vittoria strategica degli Stati Uniti, soprattutto per la decisione presa dal viceammiraglio Abe: l'operatività delle piste aeree di Henderson Field non fu compromessa e i velivoli statunitensi rimasero un ottimo deterrente all'avvicinamento dei trasporti nipponici. Inoltre l'Impero giapponese perse l'occasione di distruggere totalmente le forze navali statunitensi nell'area, un'eventualità che avrebbe inferto un duro colpo alla strategia militare statunitense nel suo complesso e che avrebbe richiesto un enorme sforzo industriale, difficile da sopportare anche per una nazione ricca di risorse come gli Stati Uniti. È stato riferito che l'ammiraglio Yamamoto, furioso, sollevò il viceammiraglio Abe dal comando e che premette affinché ne fosse imposto il ritiro dalla marina imperiale; tuttavia pare che Yamamoto fosse irato in particolare dalla perdita della corazzata Hiei, piuttosto che per l'abbandono della missione di rifornimento e bombardamento. Poco prima delle 12:00 del 13 novembre, l'ammiraglio Yamamoto ordinò al viceammiraglio Kondō di ritentare con la superstite Kirishima la missione di bombardamento nella notte tra il 14 e il 15 novembre.
La prima fase della battaglia navale di Guadalcanal costò agli Stati Uniti 1 439 morti, incluse le vittime del Juneau; il Giappone ebbe tra i 550 e gli 800 morti.

## Le azioni del 13 e 14 novembre

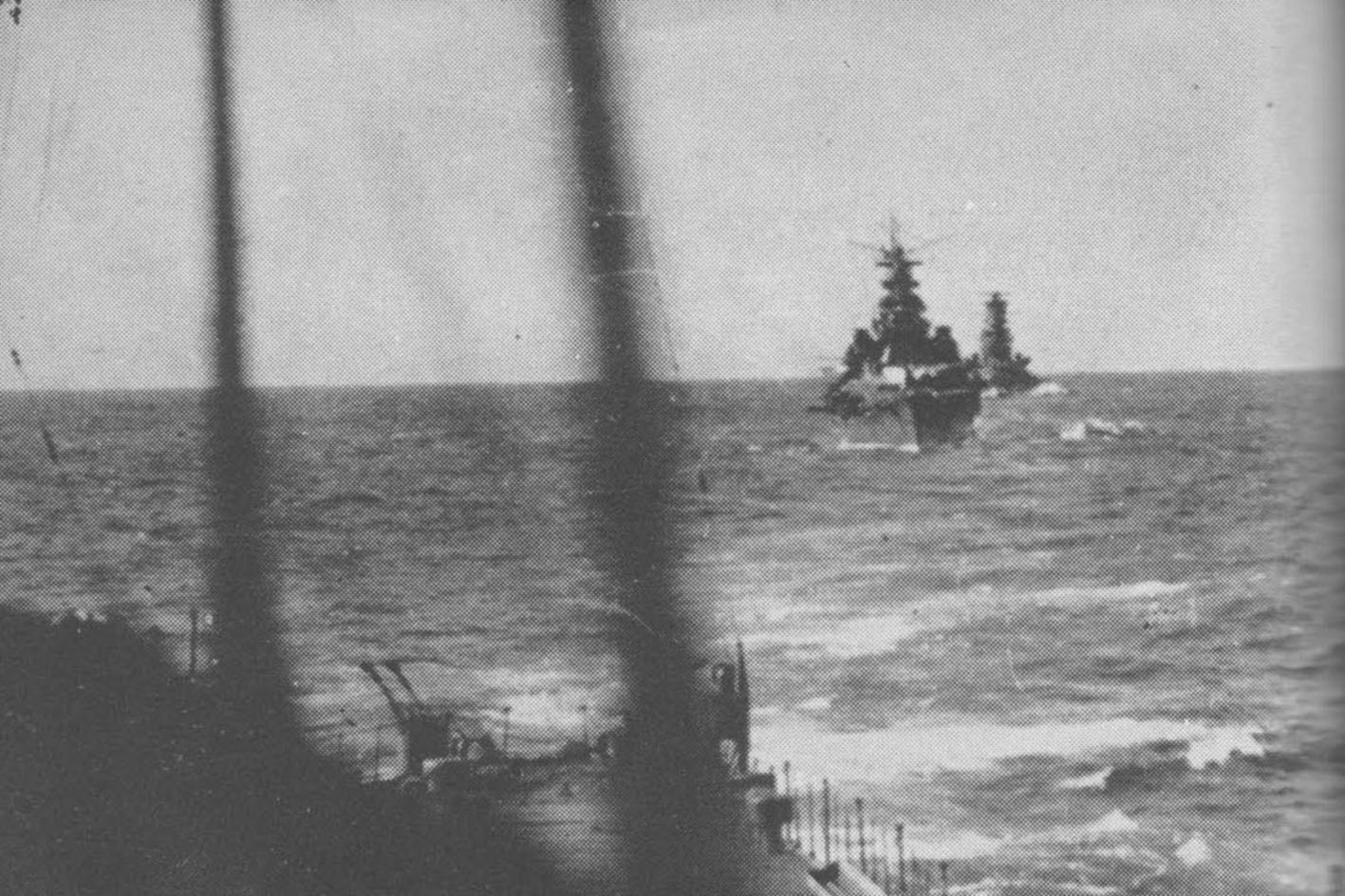
La flotta di bombardamento del viceammiraglio Kondō il 14 novembre. Fotografata dall'incrociatore pesante, si vedono la nave da battaglia Kirishima e l'incrociatore pesante.

Il fallimento degli obiettivi previsti per il 13 novembre non scoraggiò il Gran Quartier Generale imperiale, che prescrisse il completamento della missione per il giorno successivo. Nel pomeriggio del 13 il contrammiraglio Tanaka, con la scorta di cacciatorpediniere e le undici navi da trasporto, riprese il viaggio verso Guadalcanal; quale forza di protezione ravvicinata ai previsti sbarchi venne messa in linea un'aliquota dell'8ª Flotta del viceammiraglio Gun'ichi Mikawa. Infine la corazzata Kirishima, lasciata alla sua sorte la gemella Hiei, si diresse a nord tra l'isola di Santa Isabel e l'isola di Malaita assieme alle altre navi da guerra reduci dalla recente battaglia, allo scopo di incontrarsi con lo scaglione della 2ª Flotta rimasto in attesa nelle acque a nord di Guadalcanal: il viceammiraglio Kondō iniziò dunque a radunare tutte le unità ancora abili al combattimento.
L'8ª Flotta schierava gli incrociatori pesanti Chokai, Maya, Suzuya e quello leggero Isuzu. Le navi giunsero indisturbate nell'area di Guadalcanal poiché la flotta statunitense si era ritirata e gli incrociatori Suzuya e Maya, al comando del contrammiraglio Shōji Nishimura, bombardarono le piste aeree mentre il resto della forza di Mikawa incrociava attorno all'isola di Savo per rintuzzare eventuali attacchi statunitensi. Il bombardamento durò trentacinque minuti ma ottenne risultati inferiori alle aspettative giapponesi, perché causò danni di modesta entità e distrusse pochi velivoli. La forza navale sospese il fuoco attorno alle 02:30 del 14 novembre dopo essere stata oggetto di un infruttuoso attacco di due motosiluranti e lasciò l'area per fare rotta su Rabaul.

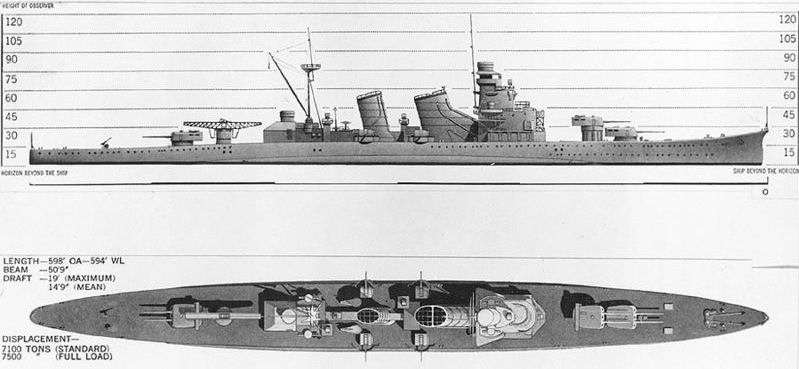
Profilo degli incrociatori pesanti giapponesi di classe Aoba (di cui faceva parte il Kinugasa), tracciato dai ricognitori statunitensi

All'alba i gruppi aerei statunitensi a Guadalcanal, Espiritu Santo e quelli imbarcati sull'Enterprise (in attesa 370 chilometri a sud dell'isola), iniziarono reiterate incursioni sul gruppo da bombardamento e poi anche contro il convoglio di navi da trasporto, che si stava avvicinando da Guadalcanal. Gli attacchi ebbero successo e affondarono a 27,80 chilometri a sud dell'isola di Rendova l'incrociatore pesante Kinugasa, il cui equipaggio soffrì 511 morti, e danneggiarono il Maya, costringendolo a tornare in Giappone per urgenti riparazioni. Nonostante l'intervento di numerosi caccia giapponesi, i velivoli statunitensi colarono a picco sei trasporti e ne danneggiarono gravemente un settimo, affondato nella notte; i sopravvissuti furono recuperati dai cacciatorpediniere che scortavano il convoglio e tornarono nelle Shortland. Nell'azione morirono 450 soldati giapponesi. I superstiti trasporti e quattro cacciatorpediniere continuarono verso Guadalcanal nella notte del 14 novembre, ma si fermarono a ovest dell'isola in attesa che finissero le operazioni belliche condotte dalle navi da guerra.
La sera del 13 novembre la 2ª Flotta si radunò all'atollo Ontong Java, invertì la rotta e si rifornì la mattina del 14 novembre in un'area fuori dalla portata dei ricognitori statunitensi. Il sommergibile USS Trout individuò e inseguì la flotta, ma non fu in grado di attaccare la Kirishima mentre la corazzata riempiva i serbatoi. La squadra nipponica continuò verso sud e sostenne un attacco aereo nel pomeriggio; contemporaneamente fu intercettata da un altro sommergibile, il USS Flying Fish, che lanciò cinque siluri senza centrare nessun obiettivo.

## Seconda battaglia navale

### Ordine di battaglia
Marina imperiale giapponese
- 2ª Flotta (viceammiraglio Nobutake Kondō)
  - nave da battaglia Kirishima
  - incrociatori pesanti Atago (nave ammiraglia), Takao
  - cacciatorpediniere Hatsuyuki, Shirayuki
  - 3ª Squadriglia cacciatorpediniere (contrammiraglio Shintarō Hashimoto)
    - incrociatore leggero conduttore Sendai (nave ammiraglia)
    - cacciatorpediniere Ayanami, Shikinami, Uranami

  - dalla 4ª Squadriglia cacciatorpediniere (contrammiraglio Tamotsu Takama): Asagumo, Samidare
  - dalla 10ª Squadriglia cacciatorpediniere (contrammiraglio Susumu Kimura): incrociatore leggero conduttore Nagara, cacciatorpediniere Teruzuki, Inazuma

 U.S. Navy
- Task force 64 (contrammiraglio Willis Lee)
  - navi da battaglia USS South Dakota, USS Washington (nave ammiraglia)
  - cacciatorpediniere USS Benham, USS Walke
  - dalla 10ª Divisione cacciatorpediniere (capitano di fregata Thomas Stokes): cacciatorpediniere USS Gwin, USS Preston

### Movimenti iniziali
La squadra giapponese attraversò lo Stretto Indispensable la sera del 14 novembre. Il viceammiraglio Kondō era stato informato dalla ricognizione aerea di una piccola formazione statunitense in rotta verso Guadalcanal, ma il pilota aveva scambiato le due navi da battaglia per due incrociatori; di conseguenza il viceammiraglio Kondō divenne fiducioso perché ritenne di dover affrontare al massimo incrociatori pesanti con cannoni da 203 mm. La flotta nipponica si avvicinò a Guadalcanal attorno alla mezzanotte: un piccolo spicchio di luna forniva una discreta visibilità fino a una distanza di 7 chilometri.
Con poche navi ancora efficienti l'ammiraglio William Halsey, comandante in capo delle forze della marina nel teatro del Pacifico sud-occidentale, aveva distaccato la Task force 64 al comando del capace contrammiraglio Willis Lee, cui unì all'ultimo momento anche due cacciatorpediniere dalla scorta della portaerei Enterprise; la qualità di questa formazione raccogliticcia non era però elevata: le navi operavano insieme solo da pochi giorni e i quattro cacciatorpediniere provenivano ciascuno da una diversa divisione, in quanto erano quelli con più carburante. La flotta statunitense giunse sull'"Ironbottom Sound" la sera del 14 novembre e iniziò a pattugliare l'area intorno all'isola di Savo in linea di fila con i quattro cacciatorpediniere in testa, seguiti dalla Washington e con la South Dakota in coda. Alle 22:55 del 14 novembre i radar delle due corazzate iniziarono a rilevare le navi giapponesi vicino Savo, alla distanza di 18 chilometri.

### Svolgimento della battaglia

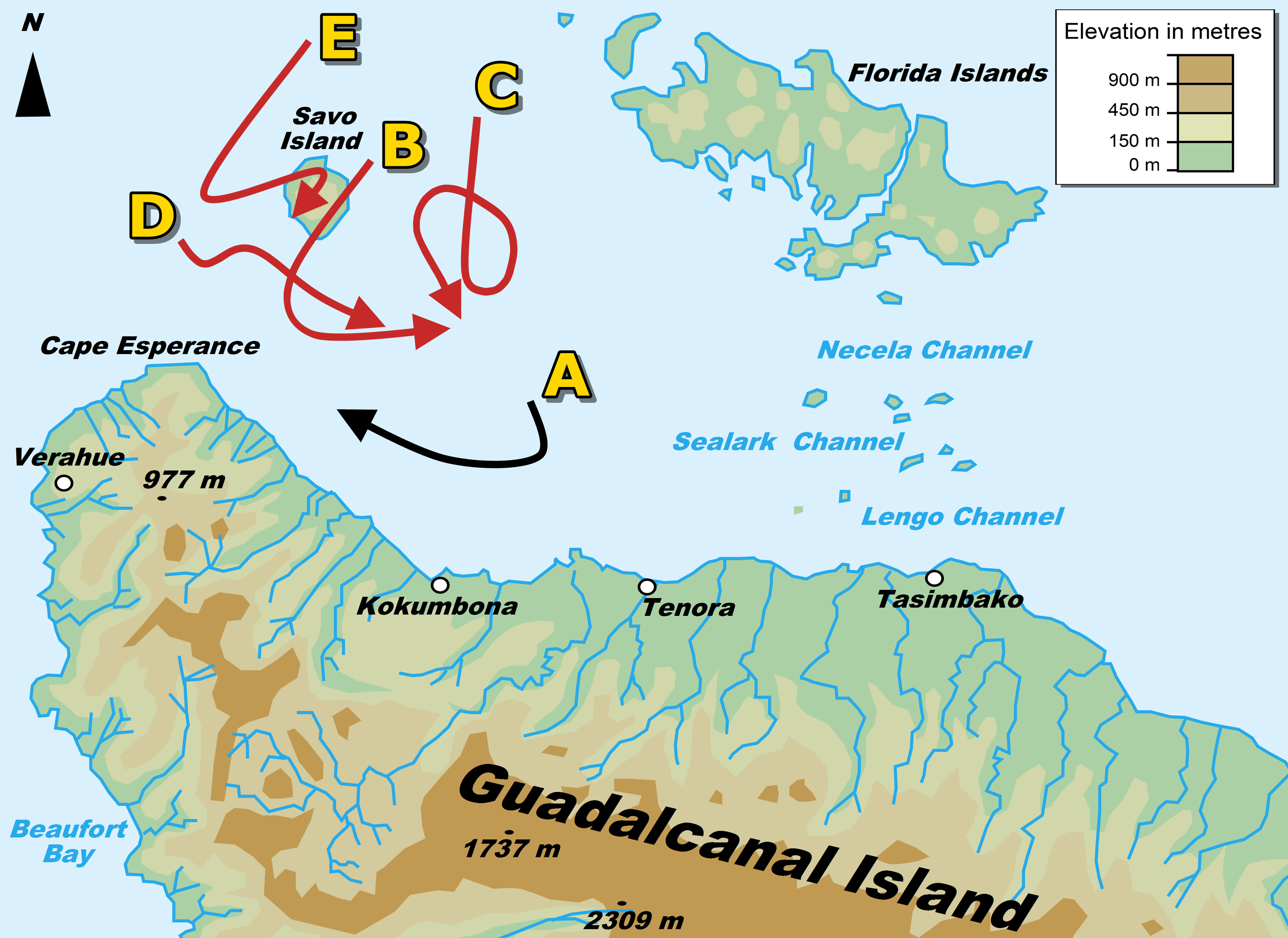
La prima fase della battaglia navale del 14 novembre, dalle 23:17 alle 23:30: le linee rosse indicano le navi giapponesi, quelle nere riportano i movimenti delle forze statunitensi

Il viceammiraglio Kondō divise la sua flotta in vari gruppi; la 3ª Squadriglia cacciatorpediniere del contrammiraglio Shintarō Hashimoto diresse sull'isola di Savo: il contrammiraglio Hashimoto, sull'incrociatore leggero Sendai e seguito dai cacciatorpediniere Shikinami e Uranami, scivolò lungo il lato orientale dell'isola (rotta "C" sulla mappa), mentre l'Ayanami (rotta "B") iniziò a circumnavigare in senso antiorario la costa sud-occidentale dell'isola per controllare l'eventuale presenza di forze ostili. Le navi giapponesi individuarono la flotta del contrammiraglio Lee attorno alle 23:00, anche se le vedette continuarono a identificare le navi da battaglia per "incrociatori di nuovo tipo". Il viceammiraglio Kondō ordinò al gruppo condotto dal Sendai e all'incrociatore leggero Nagara con altri quattro cacciatorpediniere (rotta "D") di ingaggiare e distruggere gli statunitensi, liberando il campo alla corazzata Kirishima e agli incrociatori pesanti Atago e Takao (rotta "E") che avrebbero proceduto a bombardare l'aeroporto. Le navi statunitensi (rotta "A") rilevarono il gruppo del Sendai ma non localizzarono il resto delle forze nipponiche. Con i cannoni regolati dal radar, le due navi da battaglia statunitensi aprirono il fuoco alle 23:17; tuttavia già dopo cinque minuti il contrammiraglio Lee ordinò di cessare il fuoco, in quanto il radar non segnalava più la presenza del gruppo navale giapponese a nord. In realtà il Sendai con i cacciatorpediniere Uranami e Shikinami stava incrociando al di fuori del raggio d'azione dell'artiglieria e non avevano subito conseguenze dal tiro statunitense.
Nel frattempo i cacciatorpediniere statunitensi posti in avanguardia iniziarono a ingaggiare il cacciatorpediniere Ayanami e il gruppo condotto dall'incrociatore leggero Nagara; le navi giapponesi risposero con efficacia all'attacco e, sparando numerose salve coadiuvate dal lancio di siluri, affondarono il Walke e il Preston in dieci minuti. Un siluro continuò la sua corsa e strappò parte della prua del cacciatorpediniere Benham, che dovette ritirarsi: l'unità affondò il giorno successivo. Infine il Gwin incassò un ordigno nella sala macchine che fu del tutto devastata, lasciandolo nell'incapacità di continuare il combattimento. Nonostante le gravi perdite e la loro rapida distruzione, i cacciatorpediniere statunitensi avevano assorbito l'urto iniziale della squadra giapponese, proteggendo le grandi navi da battaglia. Il contrammiraglio Lee ordinò il ripiegamento del Benham e del Gwin alle 23:48.

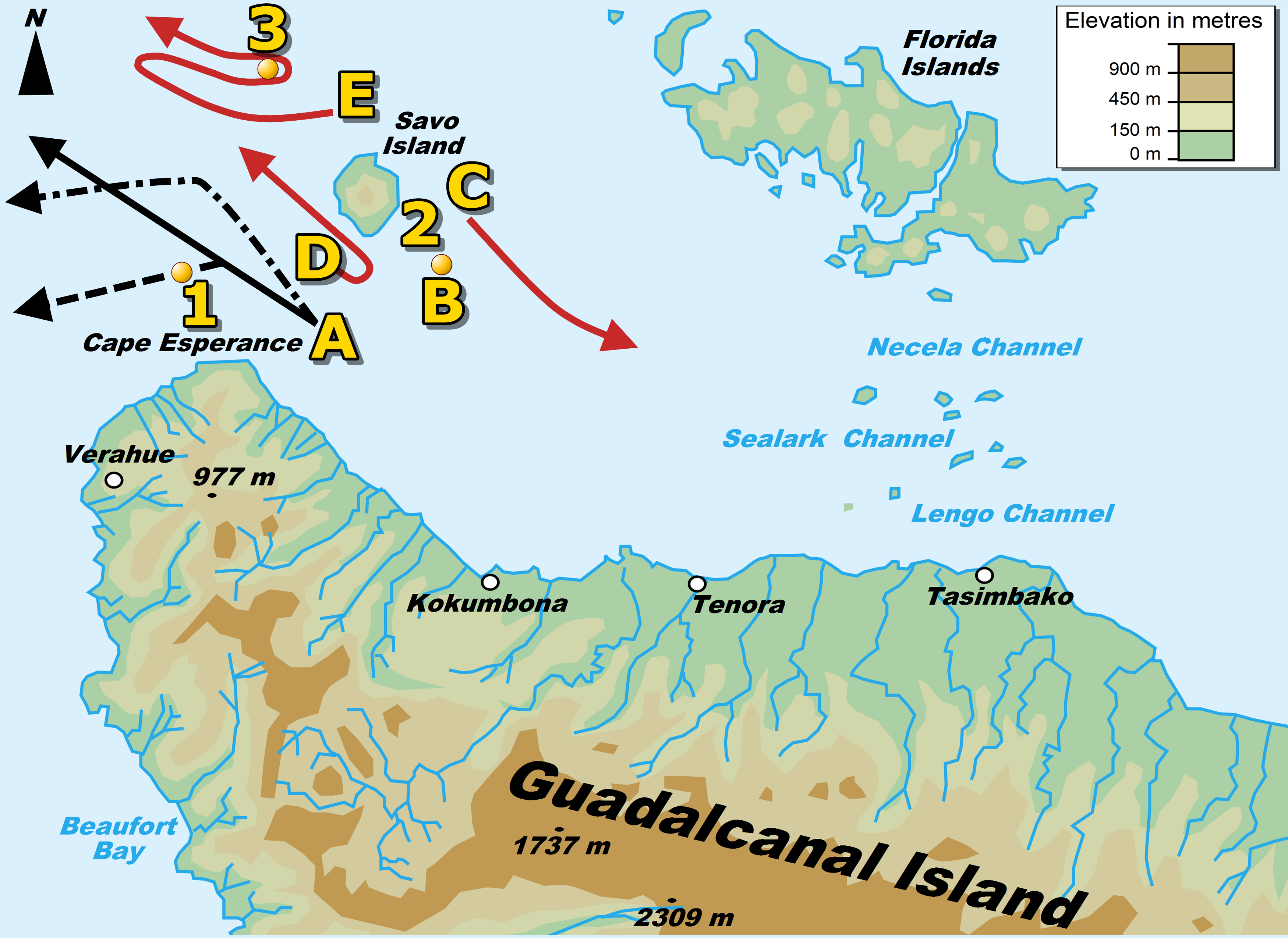
Seconda fase della battaglia, dalle 23:30 alle 02:00. I punti numerati in giallo rappresentano le navi in affondamento

La corazzata Washington, superati i cacciatorpediniere in fiamme o in procinto di colare a picco, inquadrò rapidamente con le batterie secondarie l'Ayanami che s'incendiò. La corazzata South Dakota seguiva da vicino l'ammiraglia quando improvvisamente segnalò una serie di avarie elettriche a bordo che lasciarono senza potenza il radar, le radio, la direzione di tiro e tutte le batterie di cannoni eccetto quelle antiaeree, ad azionamento meccanico: fu in seguito accertato che il calo di energia fu provocato dall'ingegnere capo che aveva cortocircuitato alcuni fusibili principali, in violazione delle misure di sicurezza. La nave continuò a seguire la Washington verso la costa occidentale dell'isola di Savo fino alle 23:35, quando l'ammiraglia accostò verso sinistra per passare a sud dei cacciatorpediniere in fiamme e non farsi profilare dalla luce degli incendi. La South Dakota cercò di seguirla, ma dovette virare a destra per evitare il relitto del Benham; in questo modo la sagoma della corazzata divenne chiaramente visibile alle navi nipponiche, cui si era inoltre avvicinata.
Nel frattempo, dopo aver ricevuto i rapporti sulla distruzione del naviglio leggero statunitense dal cacciatorpediniere Ayanami e dalle altre navi, il viceammiraglio Kondō aveva assunto una rotta sud-ovest con la squadra da bombardamento, credendo che l'opposizione navale statunitense fosse stata ormai soppressa. A questo punto, mentre il contrammiraglio Lee ordinava ai due cacciatorpediniere pesantemente danneggiati di ritirarsi, dall'incrociatore pesante Takao giunse un rapporto che identificava la presenza di una corazzata: il viceammiraglio Kondō non modificò le sue disposizioni e decise di iniziare il cannoneggiamento. La flotta giapponese e le due navi da battaglia statunitensi correvano su rotte complementari che le avrebbero portate alla collisione.

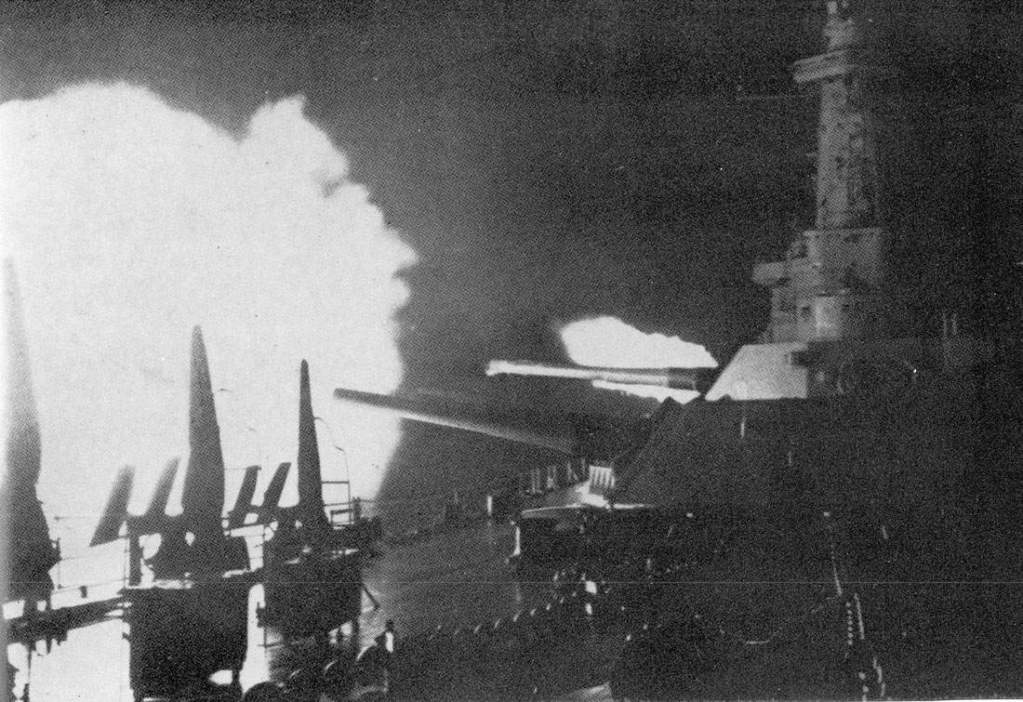
La Washington apre il fuoco sulla Kirishima nella notte del 15 novembre: l'alzo contenuto dei cannoni denota la ridotta distanza cui avvenne il combattimento

Senza radar e incapace di aprire il fuoco, alle 23:23 la South Dakota venne illuminata dai proiettori e bersagliata dai cannoni e dai siluri di gran parte della navi giapponesi, lontane circa appena 3,7 chilometri; alle 23:36 l'equipaggio ristabilì l'energia elettrica per le batterie principali, che spararono con furia sulla corazzata Kirishima colpendola alcune volte; la South Dakota aveva però sofferto venticinque colpi giunti a segno di medio calibro e uno di grosso calibro, che sebbene fossero di tipo dirompente e quindi poco efficaci contro la sua corazzatura di classe B la costrinsero ad abbandonare il campo di battaglia. L'unità ripiegò con i sistemi radar e di comunicazione distrutti, l'armamento del tutto fuori uso per la mancanza di direzione di tiro e parti dei ponti superiori in fiamme, ma non fu mai colpita dai numerosi siluri lanciati dai giapponesi. La corazzata ebbe trentanove morti e cinquantanove feriti tra l'equipaggio; si allontanò dall'area alle 00:17 senza poter informare il contrammiraglio Lee, mentre fu osservata dalle vedette nipponiche.
Le navi giapponesi continuarono a bersagliare la South Dakota in ritirata e nessuna vedetta individuò la Washington, che stava sopraggiungendo con rotta nord-est dalla distanza di 8,2 chilometri. Quest'ultima stava tracciando un grosso bersaglio (la corazzata Kirishima) da diverso tempo, ma il contrammiraglio Lee non era sicuro che fosse una nave avversaria poiché non conosceva con precisione la posizione della South Dakota, priva di comunicazioni e in navigazione in un punto cieco del radar. Quando i giapponesi ripresero il tiro sulla South Dakota, illuminandola, il contrammiraglio Lee ebbe finalmente chiara la situazione: da una distanza relativamente breve la Washington aprì il fuoco sulla Kirishima, devastandola con almeno nove proietti da 406 mm e quaranta, se non di più, delle batterie secondarie. La Kirishima fu avviluppata dalle fiamme, soffrì danni al di sotto della linea di galleggiamento e il timone fu colpito e bloccato, avaria che obbligò la corazzata a girare incontrollabilmente in cerchio verso babordo.
Alle 00:25 il viceammiraglio Kondō ordinò a tutte le unità ancora efficienti di convergere e distruggere qualunque nave nemica superstite. Tuttavia le navi giapponesi non conoscevano la posizione della Washington, mentre il resto delle unità statunitensi o era già affondata oppure aveva appena abbandonato la battaglia. La Washington assunse una rotta per nord-ovest verso le isole Russell, con l'intento di trascinare la squadra giapponese lontano da Guadalcanal e dalla South Dakota, danneggiata e in ripiegamento. Le navi giapponesi infine avvistarono la nave da battaglia statunitense e lanciarono diversi siluri, che furono tutti elusi mediante brusche e abili manovre; il contrammiraglio Lee diresse inoltre con maestria la Washinghton evitando una zona di bassi fondali dove si sarebbe probabilmente incagliata. Il viceammiraglio Kondō dette ordine di rinunciare all'inseguimento e ritenne infine che non v'era più pericolo per i trasporti (apparentemente non tenne in conto il pericolo rappresentato dalla forza aerea statunitense): alle 01:04 dette ordine di interrompere il contatto e ritirarsi dall'area, cosa che la maggior parte delle unità giapponesi eseguì per le 01:30.

### Epilogo

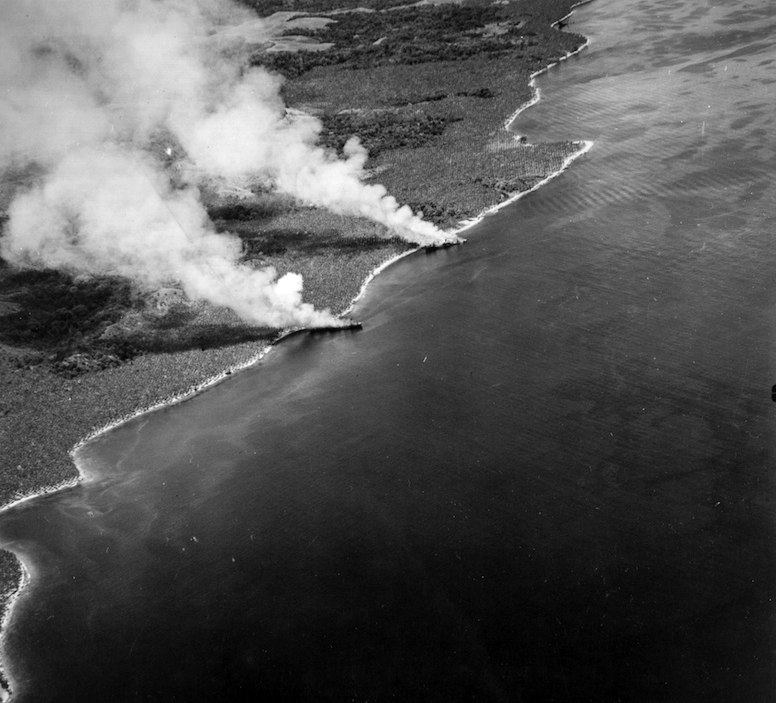
Due trasporti giapponesi arenati a Guadalcanal e in fiamme il 15 novembre

Sia la corazzata Kirishima che il cacciatorpediniere Ayanami, rimasti gravemente danneggiati, furono sabotati dai rispettivi equipaggi e affondarono alle 03:25 del 15 novembre. Il cacciatorpediniere Uranami raccolse i sopravvissuti del pari classe Ayanami mentre l'Asagumo, il Teruzuki e il Samidare recuperarono l'equipaggio della corazzata. Gli incrociatori Atago, Takao e Nagara fecero ritorno in Giappone per le riparazioni e non poterono partecipare alla guerra per circa un mese; l'incrociatore pesante Chokai fu invece rimesso in efficienza a Truk e già il 2 dicembre 1942 aveva ripreso il proprio posto a Rabaul. Il cacciatorpediniere Gwin e la corazzata South Dakota furono salvati e sottoposti a intensive riparazioni: la seconda tornò operativa già nel febbraio 1943 mentre il Gwin riprese il mare l'aprile successivo. La battaglia costò 242 morti agli Stati Uniti e 249 all'Impero giapponese.
Circa tre ore dopo la fine della battaglia, alle 04:00 del 15 novembre, i superstiti quattro trasporti giapponesi si arenarono al promontorio di Tassafaronga e il contrammiraglio Tanaka, compiuta la missione di scorta, invertì la rotta e cominciò a risalire lo "Slot" verso acque più sicure. Mentre erano in pieno svolgimento le operazioni di scarico, alle 05:55 gli aerei di stanza a Punta Lunga iniziarono a bombardare le navi immobili, coadiuvati dal 244º Battaglione di artiglieria costiera e dal 3º Battaglione di difesa, il quale ultimo riuniva due cannoni da 155 mm e diversi pezzi da 127 mm; poco dopo il cacciatorpediniere USS Meade si unì all'azione e cannoneggiò i trasporti, incendiandoli e distruggendo tutto l'equipaggiamento rimasto a bordo. Solo 2 000-3 000 uomini circa giunsero in rinforzo alle provate truppe nipponiche su Guadalcanal e la maggior parte delle munizioni e dei rifornimenti andò perduta.
La reazione dell'ammiraglio Yamamoto dinanzi alla sconfitta strategica patita dal viceammiraglio Kondō, che era stato incapace di distruggere con le artiglierie navali l'aeroporto, neutralizzare la pericolosa aviazione statunitense e che anzi aveva perduto una seconda corazzata, fu decisamente più blanda in confronto alla rabbiosa ripresa del viceammiraglio Abe, forse a causa dei contrasti e dei delicati equilibri di potere all'interno della marina imperiale giapponese. Il viceammiraglio Kondō, che era nella posizione di secondo in comando della Flotta combinata, era un membro dello stato maggiore generale e appartenente alla cosiddetta "cricca delle corazzate", una fazione di ufficiali che vedeva nelle navi da battaglia lo strumento principe del potere marittimo invece delle portaerei. In ultimo il viceammiraglio Kondō non fu costretto alle dimissioni e anzi mantenne il comando della 2ª Flotta con quartier generale a Truk.

## Conclusioni
Il fallimento della missione di rinforzo e vettovagliamento alle forze della 17ª Armata nipponica a Guadalcanal impedì al Giappone di organizzare una terza grande offensiva terrestre per riconquistare il complesso di Henderson Field. Nelle settimane seguenti la sconfitta, la marina imperiale fu in grado solo di inviare rifornimenti di sussistenza e un numero assai modesto di truppe fresche: infatti la minaccia ormai permanente delle forze aeree statunitensi (basate a terra o su portaerei) costrinse i giapponesi a ricorrere intensivamente al traffico notturno del Tokyo Express, con tutti i limiti di carico derivanti dall'adoperare navi da guerra di non grande tonnellaggio. Nonostante gli sforzi e i rischi, i rifornimenti consegnati divennero presto insufficienti per mantenere le migliaia di truppe a Guadalcanal, che a dicembre perdevano circa cinquanta uomini al giorno a causa di malnutrizione, malattie o azioni belliche. Il 12 dicembre la marina giapponese propose infine di abbandonare l'isola: lo stato maggiore generale dell'esercito si oppose con foga a una simile risoluzione, perché ancora convinto di poterla riprendere, ma infine alla riunione del Gran Quartier Generale imperiale cedette. Con l'approvazione dell'imperatore Hirohito, il 31 dicembre gli stati maggiori dell'esercito e della marina acconsentirono all'evacuazione di tutte le forze giapponesi da Guadalcanal, stabilendo la nuova linea di difesa per le isole Salomone nella Nuova Georgia.

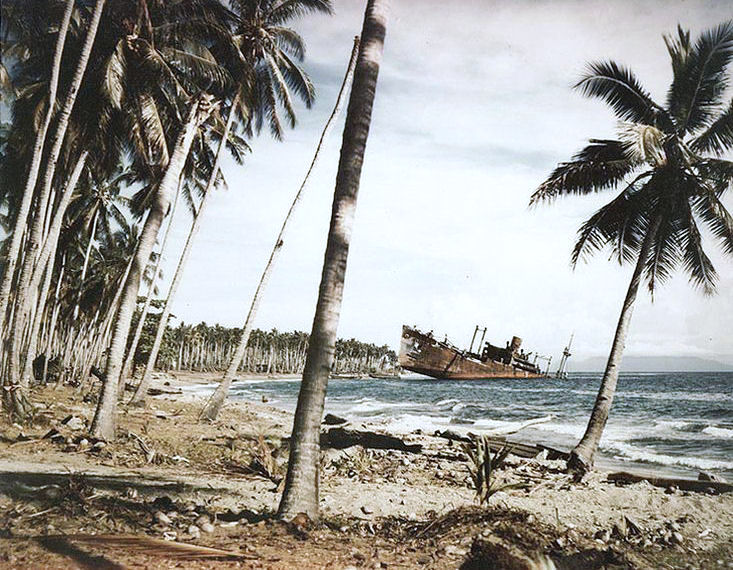
Il relitto del trasporto Kinugawa Maru arenatosi sulle spiagge di Tassafaronga il 15 novembre 1942: la fotografia fu scattata un anno più tardi

La battaglia navale di Guadalcanal fu l'ultimo e più impegnativo sforzo intrapreso dall'Impero giapponese di mantenere il controllo dei mari circostanti e riprendere l'isola. Viceversa, la marina statunitense fu in grado di rifornire le forze sull'isola senza soluzione di continuità e nel dicembre 1942 due nuove divisioni giunsero senza difficoltà alla testa di ponte, ormai decisamente espansa verso ovest. L'incapacità di neutralizzare la base aerea di Punta Lunga nel corso della dura campagna si rivelò fatale per tutte le operazioni pianificate dagli stati maggiori nipponici con lo scopo di ricacciare in mare le forze statunitensi. Dopo un ultimo importante scontro nel gennaio 1943, le resistenze giapponesi si fecero via via più flebili e servirono a mascherare l'evacuazione in massa (operazione Ke) delle stremate truppe imperiali: ogni combattimento cessò il 9 febbraio 1943, quando lo sgombero fu portato a termine con successo dalla marina nipponica. Con la vittoria ottenuta a Guadalcanal, gli Alleati presero saldamente in mano l'iniziativa e condussero la campagna nelle regioni del Pacifico fino alla sconfitta del Giappone nell'agosto 1945, segnando la fine della seconda guerra mondiale. Il presidente Franklin Delano Roosevelt, apprendendo i risultati della battaglia, commentò:
Lo storico Eric Hammel riassume così il significato della battaglia navale di Guadalcanal:
Il maggior generale Vandegrift, comandante in capo di tutte le forze di terra nel settore di Guadalcanal, rese omaggio agli sforzi navali che protessero la testa di ponte e la pista aerea: